# 汽車製造

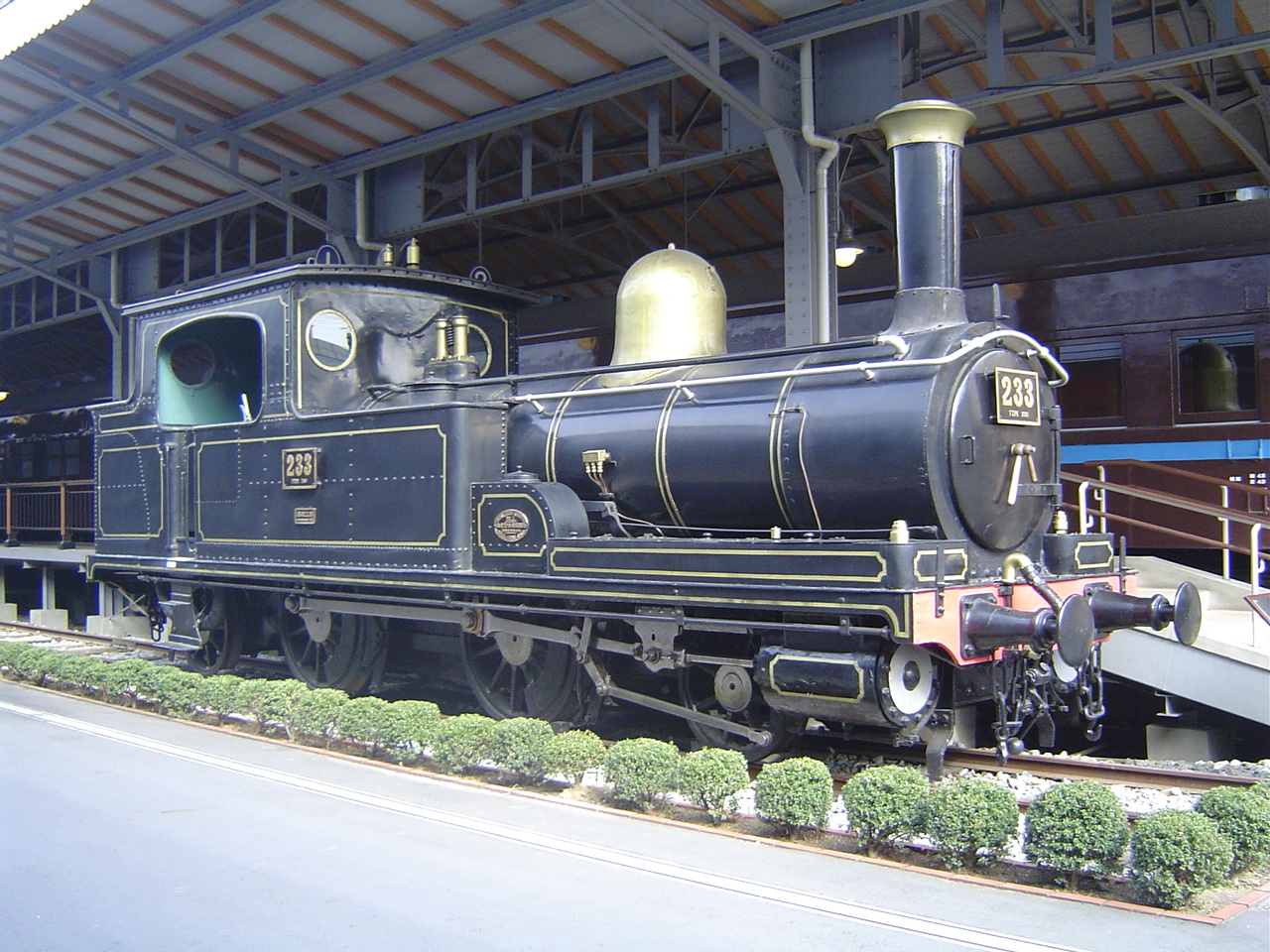
製番11。日本国有鉄道233号

汽車製造（きしゃせいぞう）は、1896年（明治29年）に設立され、1972年（昭和47年）に川崎重工業に吸収合併されて消滅した鉄道車両メーカーである。正式名称は汽車製造合資会社（1896年）→汽車製造株式会社（1912年会社組織変更により改称）で、通称は汽車会社・汽車製造会社、略称はKSKであった。
会社の消滅まで社名ロゴには旧字体を使用しており、同社が製造した多くの車両の銘板には汽車會社と表記されている。会社が消滅するまでは現在の東京証券取引所に上場しており、日経平均株価にも採用されていた。

## 黎明期
日本の鉄道行政の黎明期を牽引した井上勝が、1896年（明治29年）9月7日に設立した、日本初の民間機関車メーカーである。設立当時、資本金64万円という大資本を擁する会社であった。井上は、鉄道庁長官を辞して下野したが、それを機に長州藩の先輩である井上馨や、黒田長成、前田利嗣、毛利五郎らの旧諸侯、岩崎久弥、住友吉左衛門、渋沢栄一、安田善次郎らの実業界の有力者らに出資を仰ぎ、1899年（明治32年）7月、大阪市西区川北大字島屋（現・此花区島屋）に開業した。
当時の日本では民間で機関車を製造したメーカーはなかったが、客車等を製造するメーカーとしては平岡工場、三田製作所、東京石川島造船所、天野工場が4大メーカーで、その他にも中小メーカーが多く存在した。技術と実績は平岡工場が一番であり、井上はそこから経営と製作に実績のある平岡凞を副社長として迎え、自らは社長の座に就いた。技師長としては、トレビシック級の外国人を招聘する予定であったが得られず、日本鉄道大宮工場の長谷川正五が引き抜かれた。
機関車の製造は、鉄道作業局新橋工場からA8形タンク機関車の図面を借りることから始まった。
鉄道作業局のA8形を模倣した製造番号1と2は、1900年（明治33年）7月、同時に着工された。注水器や注油器などの小物部品、動輪などがイギリスから輸入されたが、製造メーカーは明らかでない。大手のダブスではなく、中小メーカーのナスミス・ウィルソンあたりではないかと推定されている。これらは、納入先が決定しないまま着工されたが、製造途中で台湾総督府鉄道に納入されることになり、1901年（明治34年）9月18日、1号機の試運転が実施され、完成検査は鉄道作業局神戸工場の森彦三が務めた。ただし、これは日本における民間工場製機関車第1号ではない。民間第1号は、名古屋に設立された鉄道車両製造所製の車軸配置2-4-0（1B）形タンク機関車で、1900年に完成し、徳島鉄道に納入された。後の国有化により鉄道院180形となった機関車である。
しかし、この第1号機関車は、台湾への輸送途中に海難事故によって失われ、非常に幸先の良くないスタートとなってしまった。代機となったのは、その保険金で製造したといわれる製造番号6で、こちらは1903年（明治36年）に大阪で開催された第5回内国勧業博覧会に展示後、台湾に送られた。このA8形模倣の2-4-2（1B1）形タンク機は、A10形（後の230形）として鉄道作業局へも納入され、私鉄に納入されたものも含めて、1905年（明治38年）までに51両が製造された。

## 歴史
なお、工場の変遷については後述も参照。

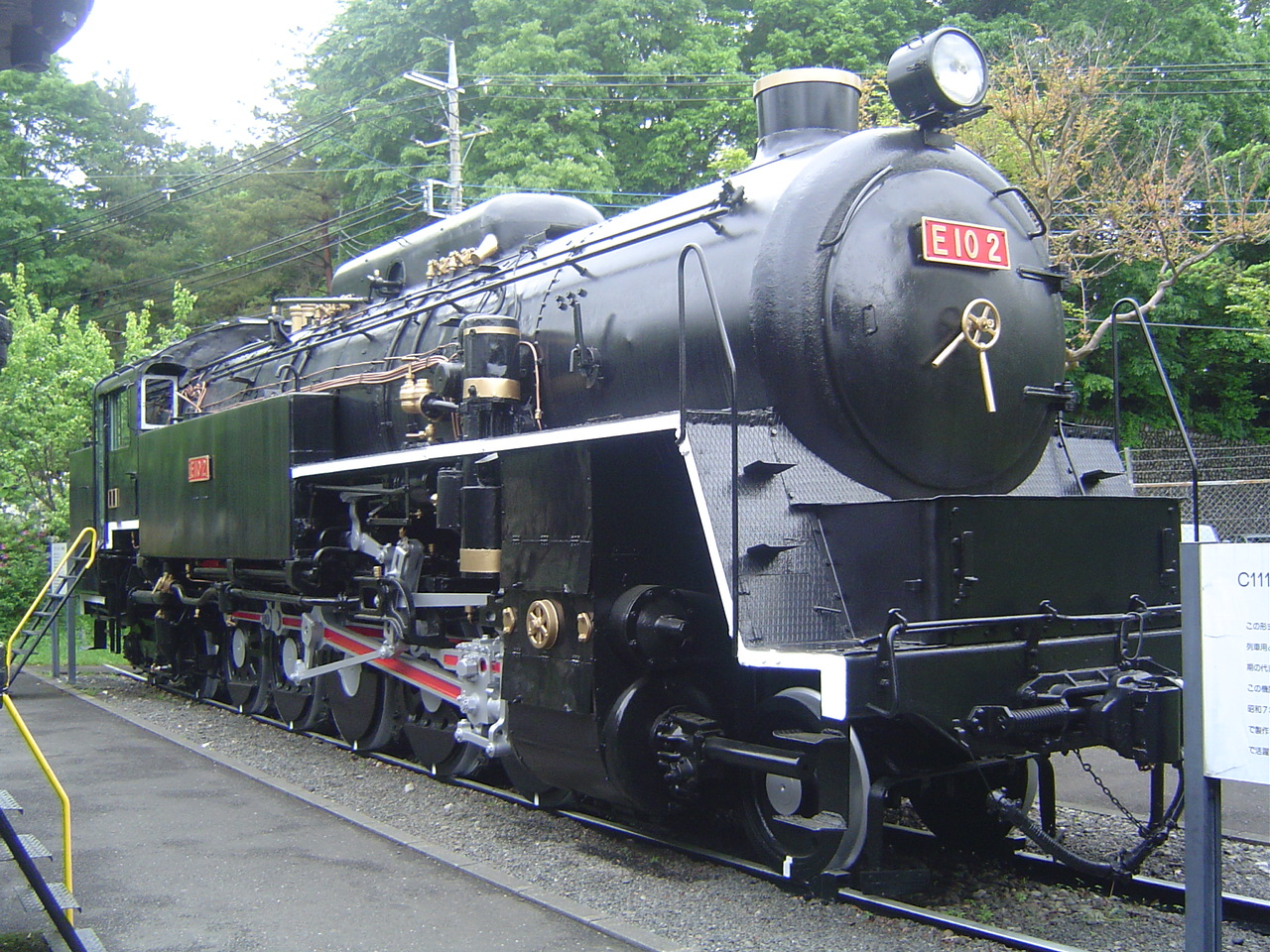
国鉄E10形蒸気機関車

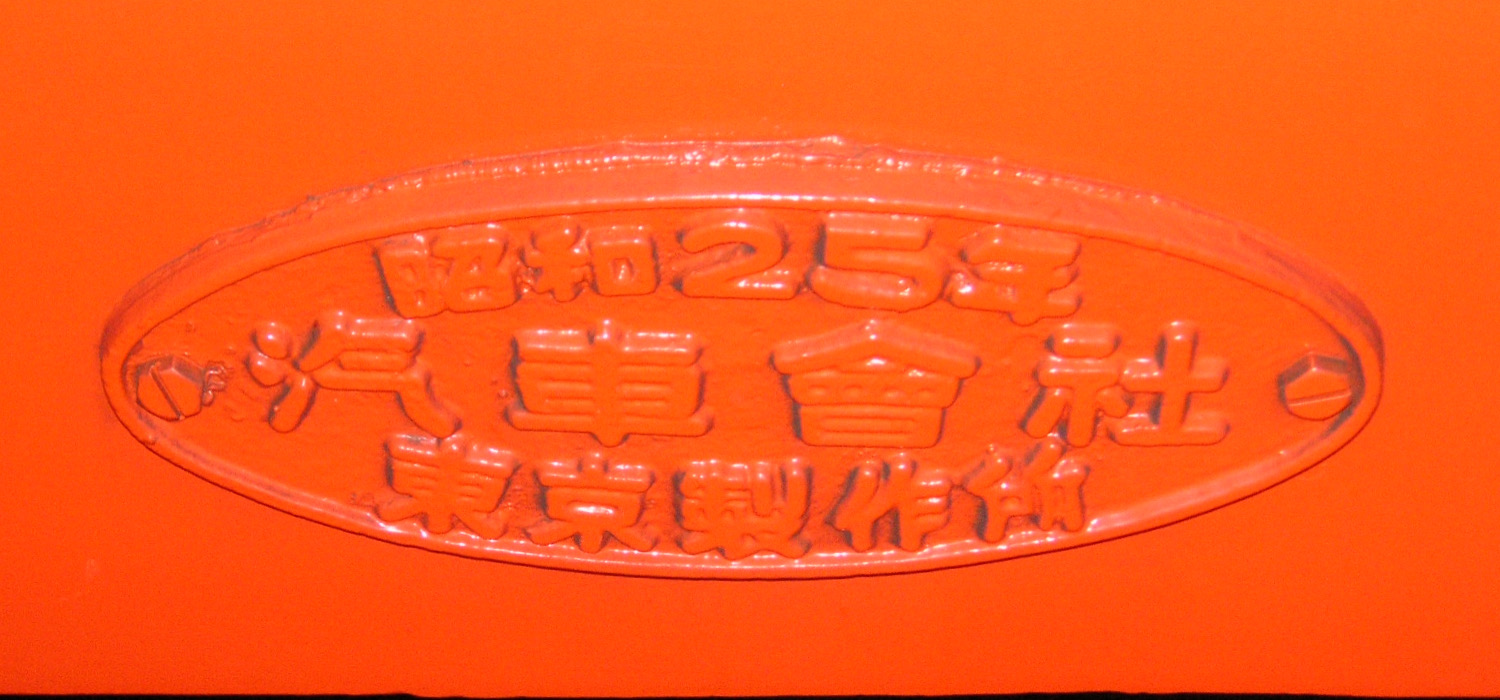
1950年に施工した箱根登山鉄道チキ1形電車（→モハ1形電車）の車体更新時に取り付けられた銘板。

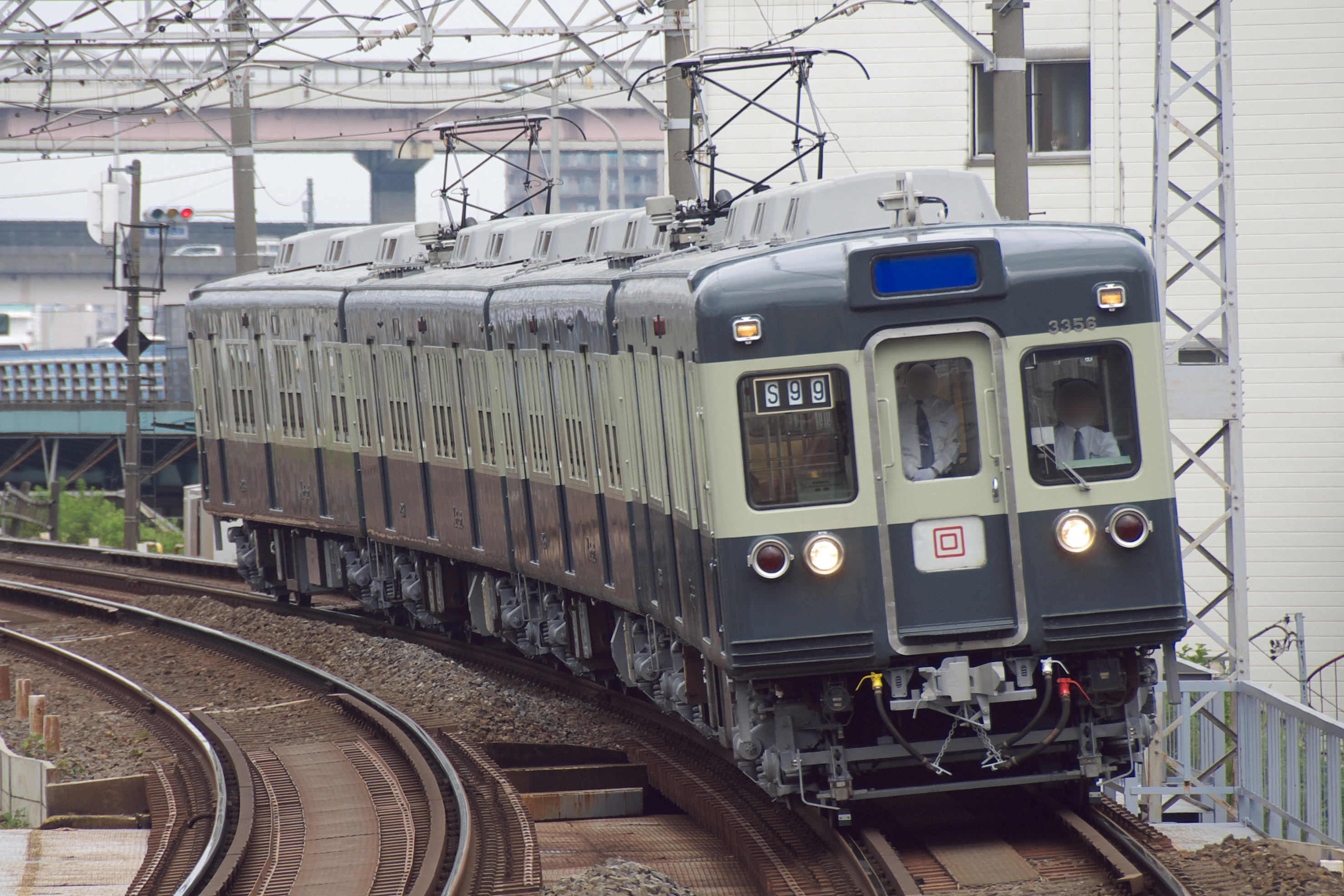
私鉄向け最後の製造車両となった京成3300形3356

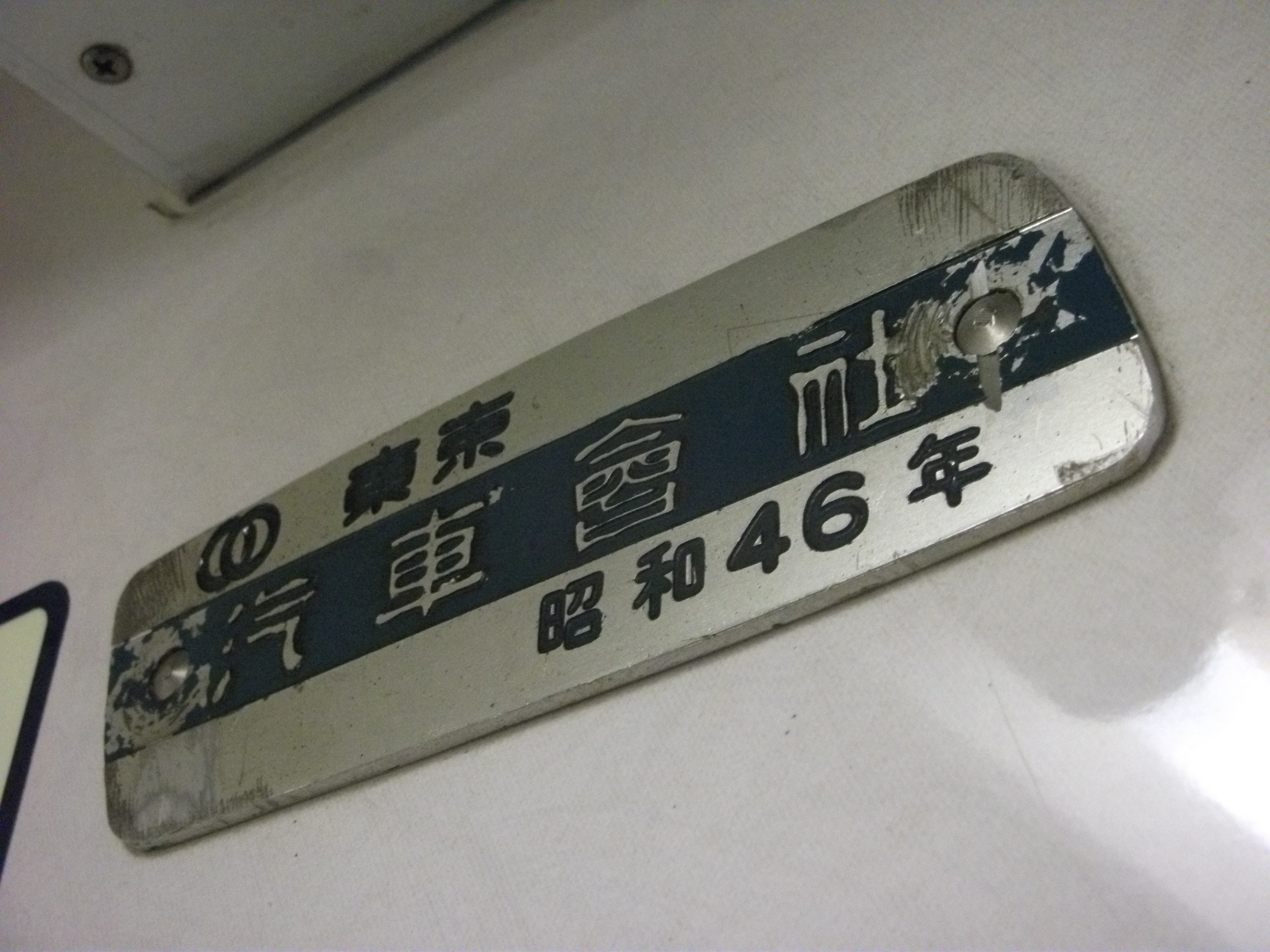
製造銘板
（営団6000系電車・1次量産車）
汽車会社として営団地下鉄に納入した最後の車両となった。

- 1896年（明治29年）9月7日：滊車製造合資会社が大阪において設立[2][1]。
- 1899年（明治32年）7月5日：大坂滊車製造合資会社に改め、大阪市西区川北大字島屋（現・此花区島屋）に工場を開設[2][1]。
- 1901年（明治34年）5月1日：副社長の平岡凞が個人経営している客車・貨車製造の大手であった平岡工場（東京市本所区）を合併し、社名を滊車製造合資会社に戻す[2]。大阪工場を大阪本店、旧平岡工場を東京支店[注 2]とした。合併前同様、大阪本店は機関車、東京支店は客車・電車・貨車[注 3][注 4]を主に製造した。

同年、製造番号1番が完成。台湾総督府鉄道部向けE30形という車軸配置2-4-2(1B1)形（先輪1軸+動輪2軸+従輪1軸の意味）タンク機関車であったが、輸送中の海難事故により水没している。
- 1912年（明治45年）6月18日：株式会社に改組。
- 1919年（大正8年）10月：8時間労働制を採用。
- 1923年（大正12年）9月1日：関東大震災により、東京支店が火災により大きな被害を受ける。
- 1936年（昭和11年）：東京・丸の内に本社を移転、大阪本店を大阪支店に改称（東京支店は変更なし）。
- 1941年（昭和16年）5月22日：C59 1号機完成で、製造番号2000番を達成した[注 5]。同日に、大阪製作所において竣工祝賀式が行われた。
- 1943年（昭和18年）：岡山工場操業開始。
- 1944年（昭和19年）：二箇所の支店（工場）をそれぞれ大阪製作所、東京製作所に改称。
- 1948年（昭和23年）：戦後、日本国有鉄道（国鉄）としては最初で最後となった新製蒸気機関車のE10形5両を製造した。
- 1950年（昭和25年）：岡山工場を閉鎖。
- 1954年（昭和29年）：帝都高速度交通営団（営団）丸ノ内線向けに300形の製造開始
- 1956年 (昭和31年)  :東武鉄道向けに特急電車1700系電車(初代車体更新前・モハ1707－モハ1708号車)を製造。秩父鉄道向けに石灰石輸送用ホッパ貨車ヲキ100形・ヲキフ100形の製造開始[注 6].

- 1962年（昭和37年）：滋賀製作所を開設。日立製作所の共同・下請け作業としてアルゼンチンへ"Pullman Hitachi"と呼ばれる優等旅客車を輸出。この車両は冷暖房装置と日本国有鉄道の一等（グリーン）車用と同様のリクライニング座席、乗務員室と複数の化粧室を備え、各座席上の網棚には個別の読書灯と乗務員呼び出しボタンが設置されている、豪華な"Pullman"（アルゼンチンにおける一等車）である。
- 1963年（昭和38年）：東武鉄道向け車両としては最後の8000系電車2編成(8104・8105F)が完成。8000系の製造はこの2編成のみとなった[注 7]。
- 1964年（昭和39年）：東海道新幹線0系電車の製造開始。営団東西線5000系の製造開始。
- 1968年（昭和43年）：宇都宮工場（栃木県河内郡河内町、現：宇都宮市）を開設する。同工場では貨車の製作を担当した。
- 1968年 - 1969年（昭和44年） :日本国外へ続けて客車を輸出。1968年はコンゴ民主共和国へ電源・荷物車と旅客車を輸出し、この車両の製造では一部を西武所沢車両工場へ下請け委託、製造。1969年はチリへ新幹線0系電車並みの大型優等旅客車・食堂車を4両輸出。この車両はボディマウント構造を採用し、冷暖房装置と日本国有鉄道の一等（グリーン）車用と同様のリクライニング座席を備える。
- 1970年（昭和45年）12月：営団千代田線・6000系第12・13編成が完成。営団向けの車両としては最後であった。
- 1972年（昭和47年）11月1日：神戸市に本社のある川崎重工業と合併。同社を存続会社とし汽車製造株式会社を解散する吸収合併で、会社設立76年目で終結。以後、当時製造中の103系電車[注 8]や新幹線0系電車[注 9]なども製造権は川重へ移転することとなる。

### 製造能力
鉄道車両の製造は東京製作所・大阪工場・宇都宮工場の3か所で行われていた。川崎重工業との合併までの76年間に機関車約3,950両、客車・電車約8,370両、貨車約4万5,620両、計約5万7,940両の鉄道車両が製造された。
東京製作所の最終製造車は1972年（昭和47年）3月28日に出場した大船電車区（当時）新製配置の国鉄113系1000番台9両（クハ111-1023 + モハ113-1053 + モハ112-1053 + クハ111-1338 + クハ111-1024 + クハ111-1025 + モハ113-1054 + モハ112-1054 + クハ111-1339）であった。
私鉄最後の製造車両は京成3300形電車3353 - 3356号であった。
大阪製作所の最終製造車は1972年（昭和47年）3月27日に出場した国鉄DE10 1171（製造番号3572）号であった。

## 鉄道車両以外の製造品
- 鉄道連絡船用可動桟橋（青函航路・宇高航路）
- 車輪転削盤
- 跨線橋 - 日本鉄道時代のほとんどが平岡工場製
- 転車台
- クレーン
- 鉱山用機械（竪坑櫓、スキップホイストなど）
- 紡績機械（1933年製造開始、1936年に大倉紡績製造に事業譲渡[7]）
- 採金船（1933年 - 1940年に11隻製造）
- 陸軍省戦車（1927年に1台を試作製造、その後1933年 - 1942年に85台を製造）
- ロードローラー（1931年 - 1933年に製造実績）
- フォークリフト（1962年 - ）
- 建設機械（1960年 - ）
- ごみ処理施設（焼却炉）
- ボイラ
- 橋梁

1900年（明治33年）より、日本統治下の台湾総督府鉄道縦貫線向けに多数納品したほか、日本各地に数多くのトラス橋、アーチ橋などを製作している。
日本統治下の台湾
- 大安渓鉄橋（現在は廃止） 、濁水渓橋 - 14連トラス鉄橋

日本統治下の朝鮮
- 釜山の牧之島大橋（現・影島大橋）。当時の日本領最大の可動橋[8]
- 鴨緑江第二橋梁

日本
- 大阪市や東京都などの河川の道路橋、人道橋を多数製作している[8]。
  - 桜宮橋（現存）、天神橋（現存）（大阪市）
  - 渡辺橋（汽車製造初めての人道橋）、肥後橋、木津川橋（いずれも架け替え前）など。
- 駒形橋（現存）、架け替え前の相生橋など。
- 旭橋（北海道旭川市）
- 安曇川大橋（現存）（滋賀県高島市）[9]

鉄道橋
- 上淀川橋梁（梅田貨物線）
- 鉄道省（→日本国有鉄道）南阿蘇鉄道高森線第一白川橋梁（熊本地震により損傷、架け替え）
- 鉄道省（→国鉄）→JR東日本只見線第一只見川橋梁
- 安治川橋梁（大阪環状線）

## 製造工場
大阪製作所
- 川崎重工業との合併時に川崎重工業大阪工場へ移管、同時に汽車製造大阪製作所で製造していた橋梁・鉄構部門は川崎重工業播磨工場へ、建設機械部門は播州工場（現・日立建機播州工場）へ移管した。神戸工場で行っていた川崎重工業のボイラ部門と環境装置部門（清掃工場の焼却炉など）を大阪工場へ集約した。
- 大阪工場の一部は川崎重工業大阪車両部としてディーゼル機関車製造工場となる。その後、国鉄無煙化計画の達成に伴い、ディーゼル機関車の製造数が激減するため、1975年（昭和50年）3月31日限りで大阪車両部（鉄道車両製造部門）は閉鎖された（以降は兵庫工場に集約）[10]。
- 大阪製作所は日本国有鉄道（国鉄）→西日本旅客鉄道（JR西日本）・日本貨物鉄道（JR貨物）桜島線（JRゆめ咲線）の安治川口駅の西側に広大な敷地が設けられていた。しかし、1985年（昭和60年）以降の急激な円高と造船不況による経営合理化のため、1987年（昭和62年）以降、大阪工場内の環境装置部門、機械部門、ボイラ部門を別工場・別設計事務所へ移転させた[11]。1896年（明治29年）汽車会社開設以来、92年の歴史を持った大阪工場は1988年（昭和63年）1月29日限りで閉鎖された。
- 現在、大阪工場主工場跡地は日本郵便新大阪郵便局、佐川急便大阪営業所などになっているほか、市道を挟んだ北側にあった機械工場跡地は、ドラム缶製造メーカーのダイカン大阪工場となっている。

東京製作所
- 錦糸町にあった東京支店が将来区画整理されることを考慮し、1921年（大正10年）5月に土地を買収した[12]。1931年（昭和6年）に錦糸町から移転を完了[7]。
- 川崎重工業との合併時に閉鎖。
- 東京都江東区南砂に広大な敷地が設けられていた。地理的には東京メトロ東西線東陽町駅の東側に位置する。東京製作所跡地は都営南砂住宅の敷地となっており、敷地内には江東区立南砂・北砂小学校および南砂中学校なども設けられている。
- 東京製作所で製造した車両は小名木川駅から総武本線（越中島支線）をD51形牽引で発送されていた。

深川分工場
- 増大する生産に応対するため、1917年（大正6年） - 1918年（大正7年）頃に東京支店の分工場として深川区東平井町（当時）に約1万6,500m2の敷地で開設された[12]。1934年（昭和9年）に東京製作所に集約された[7]。

川崎分工場
- 1922年（大正11年）10月　川崎市川崎区大師河原にあった富士製鋼（現・日鉄建材）の敷地の一部を借りて転轍機の製造を行っていた[12]。1930年（昭和5年）に東京製作所に集約された[7]。

岡山製作所（水島分工場）
- 将来の大阪製作所の大規模移転に備え[7]、1940年（昭和15年）に岡山県児島湾の埋立地（約36万m2）を購入した[7]。
- 1939年（昭和14年）、岡山県が農業県から工業県へなるため、同県が誘致したものである[13]。
- 現在の岡山市南区海岸通であり、1943年（昭和18年）に操業を開始したが、1950年（昭和25年）に閉鎖された[13]。岡山製作所跡地の大部分はカバヤゴルフガーデンゴルフ場となっている[13]。
- 岡山製作所開設当時、周辺には倉敷絹織岡山工場（戦時中に倉敷航空化工に社名変更、終戦により休止）、立川飛行機岡山製造所（終戦により閉鎖）、三井造船岡山機械製作所（終戦により閉鎖）が設けられ、一帯は工業地帯となっていた[13]。
- 戦時中、汽車製造を含む前記3社より一帯への専用鉄道の敷設が要望され[13]、建設に着手したが終戦により中断された[13]。戦後、汽車製造の要望で建設が再開され、1946年（昭和21年）2月16日に占領軍物資輸送・汽車製造専用側線（一般には岡南鉄道または岡南線と呼ばれた）として開業した[13]。
- 専用側線は汽車製造の閉鎖に伴い、1950年（昭和25年）5月16日に運行を停止し、岡山県・岡山市などが岡山臨港鉄道を設立し、1951年（昭和26年）8月1日に岡山臨港鉄道として開業した（1984年12月廃止）[13]。

滋賀製作所
- 1962年（昭和37年）10月に汽車製造滋賀製作所として開設。川崎重工業との合併時に川崎重工業滋賀工場へ移管。
- 1984年（昭和59年）6月1日、滋賀工場を川重冷熱工業に譲渡・移管した。以降は同社の滋賀工場（本店）として、汎用ボイラ・空調機器の生産工場として使用されている。

宇都宮工場
- 汽車製造末期の1968年（昭和43年）7月に栃木県宇都宮市に開設。川崎重工業との合併時に川崎重工業宇都宮工場へ移管し、川崎重工業の貨車製造工場となる。国鉄分割民営化を控えた1986年（昭和61年）3月31日限りで閉鎖された。跡地はI.K.C〈アイ・ケイ・コーチ〉（その後いすゞバス製造→ジェイ・バス）へ売却され、同社のバス製造工場として使用されている。
- 日本国有鉄道（国鉄）→東日本旅客鉄道（JR東日本）東北本線岡本駅から専用線が設けられていた。

## KS形台車

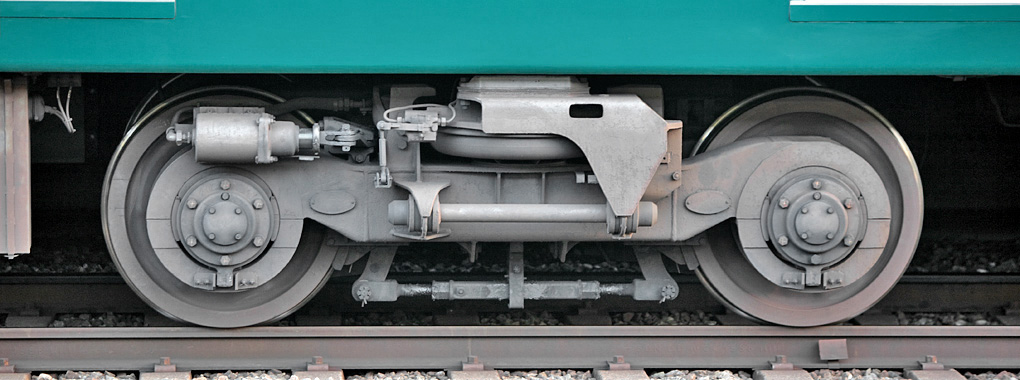
KS76A形 エコノミカル台車
（京阪5204）

汽車製造は第二次世界大戦後、自社開発の台車について、KSで始まる形式を与えた。
これらはその最初期から他社に先駆けてオイルダンパとコイルばねを併用した枕ばね機構を導入し、また蛇行動抑止の手段としてボルスタアンカーをいち早く導入するなど、戦後の日本における高速電車用台車の研究開発では業界をリードする立場にあった。中でも高田隆雄技師（当時）の主導の下で研究開発された空気ばね台車は、新幹線を含む以後の日本の鉄道車両用台車設計に絶大な影響を及ぼした。
このKS形台車には、スイスのシンドラー社との技術提携によって導入された円筒案内式軸箱支持機構を備えるシンドラー式台車、独自の構想により開発された防振ゴムによる簡素な軸箱支持機構と単純な形状の側梁を備える軸箱梁式の一自由度系低コスト空気ばね台車であるエコノミカル・トラック（エコノミカル台車）など、特徴的かつ先進的な構造のものが多数含まれており、その大半は京阪電気鉄道や京阪神急行電鉄をはじめとする私鉄各社に納入された。
また、日本初の実用空気ばね台車となったKS-50、左右の車輪を車軸で結合せず、それぞれ個別に回転可能とした自由回転車輪台車のKS-68、それに前代未聞の全アルミ製側梁を持つKS-75など、京阪神急行電鉄時代から川崎重工業との合併まで重要な顧客であり続けた京阪電気鉄道の協力を得て、多くの試作台車を世に送り出したことでも知られている。
これらの汽車製造の独自設計に由来する台車群は、1972年（昭和47年）の川崎重工業との合併後も生産と開発が継続した。もっとも、新規開発は京阪3000系電車 (初代)用KS-132Aを最後に川崎重工業の台車開発の本流であるKWナンバーの台車に引き継がれてKSナンバーでの開発を終了、生産も1978年（昭和53年）3月竣工の京阪1000系最終編成用として納入されたエコノミカル・トラックのKS-77Aが最終形式となり、約四半世紀に渡ったKSナンバーを持つ台車の設計製作は終焉を迎えた。
なお、台車の開発で汽車製造にとって最大の競合相手であった住友金属工業でも、路面電車用のKS-40JをはじめKSを形式に冠した台車が存在した。こちらは住友家の歴代当主が襲名する名である住友吉左衛門のイニシャル(Kichizaemon Sumitomo)に由来する名称である。もっとも、1948年（昭和23年）以降は当時の社名である扶桑金属工業からFSを形式の識別子として使用するようになっており、直接に形式番号の重複が問題になるようなケースは発生していない。